# Dominic Rowan
Dominic Rowan (Oxford, 17 juni 1971) is een Brits acteur.

## Biografie
Rowan leerde het acteren aan de Central School of Speech and Drama in Londen.
Rowan begon in 1994 met acteren in de televisieserie Between the Lines, waarna hij nog meerdere rollen speelde in televisieseries en films. Hij is vooral bekend van zijn rol als eerste hulpofficier van justitie Jake Thorne in de televisieserie Law & Order: UK, waarin hij in 27 afleveringen speelde (2011-2014).
Naast zijn acteerwerk voor televisie staat Rowan ook vaak op het toneel. Zo heeft hij gespeeld in onder andere Iphigeneia in Aulis, The Two Gentlemen of Verona, The Merchant of Venice, The Importance of Being Earnest, As You Like It, Henry VIII en A Doll's House.

## Filmografie

### Films
Uitgezonderd korte films.
- 2018 - A Woman of No Importance - als Lord Illingworth
- 2015 - Measure for Measure in Shakespeares Globe Theatre - als Duke Vincentio
- 2014 - National Theatre Live: Medea - als Aegeus
- 2012 - Restless - als rechercheur sergeant Mason
- 2010 - As You Like It in Shakespeares Globe Theatre - als Touchstone
- 2007 - Catwalk Dogs - als Guy Jessop
- 2006 - The Family Man - als Matthew Simpson
- 2006 - The Lavender List - als Bernard Donoughue
- 2001 - The Lost World - als verslaggever
- 2001 - Doc Martin - als Andrew
- 1998 - A Rather English Marriage - als bankmanager
- 1997 - David - als Absalom
- 1996 - Emma - als mr. Elton
- 1996 - Saint-Ex - als Aeropostal klerk
- 1995 - Devil's Advocate - als Ugo Calvi

### Televisieseries
Uitgezonderd eenmalige gastrollen.
- 2020 - The Crown - als Charles Powell - 4 afl.
- 2020 - Trying - als Jamie - 2 afl.
- 2017 - Silent Witness – als Nick Timpson - 2 afl.
- 2011-2014 - Law & Order: UK – als eerste hulpofficier van justitie Jake Thorne - 27 afl.
- 2012 - The Hollow Crown – als Coleville - 2 afl.
- 2002 - Silent Witness – als Peter Edgely - 2 afl.
- 2001 - Swallow – als Dan Stockman - 2 afl.
- 2000 - North Square – als Tom Mitford - 10 afl.
- 1996 - The Tenant of Wildfell Hall – als Lowborough - 2 afl.
- 1996 - No Bananas – als Harry Slater - 8 afl.

- Gemeinsame Normdatei: 1035802198
- International Standard Name Identifier: 0000 0000 8621 9564
- Library of Congress Control Number: no2010134758
- Nationale Bibliotheek van Israël: 987007457772605171
- Système universitaire de documentation: 168631938
- Virtual International Authority File: 124746483
- WorldCat: E39PBJyX6dhtj4HkkTjhTXvj4q